# Challenger Eckental 2020
Il Challenger Eckental 2020 è stato un torneo maschile di tennis giocato sul sintetico indoor. È stata la 24ª edizione del torneo, facente parte della categoria Challenger nell'ambito dell'ATP Challenger Tour 2020. Si è giocato al centro sportivo House of Sports di Eckental, in Germania, dal 2 all'8 novembre 2020.

## Partecipanti

### Teste di serie
| Nazionalità | Giocatore       | Ranking* | Testa di serie |
| ----------- | --------------- | -------- | -------------- |
| Polonia     | Kamil Majchrzak | 105      | 1              |
| Australia   | Alexei Popyrin  | 109      | 2              |
| Bielorussia | Il'ja Ivaška    | 114      | 3              |
| Russia      | Evgenij Donskoj | 119      | 4              |
| Francia     | Antoine Hoang   | 129      | 5              |
| Svizzera    | Henri Laaksonen | 133      | 6              |
| Stati Uniti | Sebastian Korda | 135      | 7              |
| Slovacchia  | Martin Kližan   | 148      | 8              |

* Ranking al 26 ottobre 2020.

### Altri partecipanti
I seguenti giocatori hanno ricevuto una wild card per il tabellone principale:
- Maximilian Marterer
- Max Hans Rehberg
- Mats Rosenkranz

Il seguente giocatore è entrato nel tabellone principale con il ranking protetto:
- Dustin Brown

I seguenti giocatori sono entrati nel tabellone principale come alternate:
- Tejmuraz Gabašvili
- Julian Lenz

I seguenti giocatori sono passati dalle qualificazioni:
- Duje Ajduković
- Geoffrey Blancaneaux
- Johannes Härteis
- Marvin Möller

I seguenti giocatori sono entrati in tabellone come lucky loser:
- Matthias Bachinger

## Punti e montepremi
| Torneo    | Torneo              | V      | F     | SF    | QF    | 2T    | 1T  | Q | Q2  | Q1  |
| Singolare | Punti               | 100    | 60    | 35    | 18    | 8     | 0   | 5 | 1   | 0   |
| Singolare | Premi in denaro (€) | 12 250 | 7 200 | 4 260 | 2 480 | 1 460 | 885 | – | 440 | 220 |
| Doppio    | Punti               | 100    | 60    | 35    | 18    | –     | 0   | – | –   | –   |
| Doppio    | Premi in denaro (€) | 5 250  | 3 100 | 1 840 | 1 090 | –     | 610 | – | –   | –   |

## Campioni

### Singolare
Sebastian Korda ha sconfitto in finale  Ramkumar Ramanathan con il punteggio di 6-4, 6-4.

### Doppio
Dustin Brown /  Antoine Hoang hanno sconfitto in finale  Lloyd Glasspool /  Alex Lawson con il punteggio di 6(8)–7, 7-5, [13-11].